# Hannaford
Hannaford és una població dels Estats Units a l'estat de Dakota del Nord. Segons el cens del 2000 tenia 181 habitants.

## Demografia
Segons el cens del 2000, Hannaford tenia 181 habitants, 79 habitatges, i 51 famílies. La densitat de població era de 332,8 hab./km².
Dels 79 habitatges en un 22,8% hi vivien nens de menys de 18 anys, en un 57% hi vivien parelles casades, en un 5,1% dones solteres, i en un 34,2% no eren unitats familiars. En el 31,6% dels habitatges hi vivien persones soles el 15,2% de les quals corresponia a persones de 65 anys o més que vivien soles. El nombre mitjà de persones vivint en cada habitatge era de 2,29 i el nombre mitjà de persones que vivien en cada família era de 2,85.
Per edats la població es repartia de la següent manera: un 21,5% tenia menys de 18 anys, un 5% entre 18 i 24, un 21% entre 25 i 44, un 30,9% de 45 a 60 i un 21,5% 65 anys o més.
L'edat mediana era de 47 anys. Per cada 100 dones de 18 o més anys hi havia 108,8 homes.
La renda mediana per habitatge era de 32.188 $ i la renda mediana per família de 42.500 $. Els homes tenien una renda mediana de 27.500 $ mentre que les dones 15.000 $. La renda per capita de la població era de 17.716 $. Entorn del 10% de les famílies i l'11,7% de la població estaven per davall del llindar de pobresa.

## Poblacions més properes
El següent diagrama mostra les poblacions més properes.